# David Wolfson (Komponist)
David Wolfson (* 1964) ist ein US-amerikanischer Komponist.
Wolfson studierte Komposition bei Eugene O’Brien und John Rinehart am Cleveland Institute of Music. Er schloss das Studium 1985 als Bachelor of Music ab, erhielt im gleichen Jahr den erstmals vergebenen Darius Milhaud Award der Darius Milhaud Society und gewann mit der Kurzoper Rainwait die Bascom Little Musical Theatre Composition Competition. Vier Jahre lang war er stellvertretender Musikdirektor des Cleveland Play House und unterrichtete am Play House Youtheatre.
Er komponierte vierzehn Jahre lang die Musik zu Story Salad, einer Reihe von Bühnerevuen für Kinder, die von mehr als einer Million Kindern, Lehrern und Eltern gesehen wurde, eine Reihe von Schauspielmusiken sowie die Songs zu der Show Country Critter Jamboree, die im 1989 510 Mal aufgeführt wurde. Von 1989 bis 1993 war er Komponist und musikalischer Leiter der EM/R Dance Co., danach leitete er mit dem Choreographen Lynn Wichern Wichern/Wolfson dance & music. Ihre letzte gemeinsame Arbeit war  Breath: The Passionate Life and Extraordinary Language of Emily Dickinson, ein Musiktheaterwerk, das 1996 in der St. Mark Church in New York aufgeführt wurde. Von 2002 bis 2007 war Wolfson musikalischer Direktor des New York Theatrical Community Chorus, danach bis 2010 musikalischer Leiter und Komponist der Experience Vocal Dance Company.

## Werke
- All About the Kids, Musical, Libretto von Erik Johnke nach dem Stück von Caytha Jentis
- Cat, Kindertheater nach Erik Johnke
- Petroglyph für Soloklarinette, 2011
- Inferior Life für Mezzosopran und Klavier, 2011
- Seventeen Windows für Klavier, 2011
- Maya's Arc, Kurzoper, 2011
- Deep Woods für Sopran und Streichorchester (Text von Peter Beagle), 2010
- Sic Transit für Solofagott, 2009
- Feet First für Solovioline, 2008
- Return für Vokal-Tänzer und Klavier, 2008
- Time Flies für Celloquartett, 2007
- Like Water für Sopran und Klavier, 2006
- Simple Preludes für Klavier, 2006
- Following Wind für Elektronik, 2006
- Vier Songs zu The Jesus Project für Sopran, Bariton, Klavier, Cello und Violine (Texte von Kahlil Gibran und Alfred Noyes), 2006
- Sar's Vocalise für Vokal-Tänzer solo, 2006
- Schauspielmusik zu The Lost Boy von Ronald Gabriel Paolillo, 2006
- Macy's Flower, Sound-Design (mit Paul Zacharek), 2006
- Rowing to Atlantis für Vokal-Tänzer und Akkordeon, 2005
- Dreamhouse, Bühnen-Liedzyklus nach Gedichten von Barbara DeCesare, 2005
- A Ball of Gold für gemischten Chor (Text von Stephen Crane), 2004
- The Rain it Raineth every Day für gemischten Chor (nach Charles Lord Bown), 2003
- Songs of Love and Distance für Sopran und Kammerorchester (Texte von Sara Teasdale), 2000
- Six Love Songs für Tenor und Klavier, 1999
- Schauspielmusik zu The Loss of D-Natural von N. Richard Nash, 1998
- Schauspielmusik zu Damnit, Shakespeare, 1996
- Breath: The Passionate Life and Extraordinary Language of Emily Dickinson, 1996
- A Woman's Life and Loves für Frauenstimme und Klavier, 1995
- Crushed Ice für Perkussionsquartett, 1995
- Battle of the Sexes für Flöte, Posaune und Erzähler, 1994
- Country Critter Jamboree, Songs zur Show, 1994
- Cityscape für Bariton und Klavier, 1993
- The Ascent from Hell für Sopran, Bariton und Kammerensemble, 1993
- My First Pop-Up Book of the Infinite Beyond für verstärkte Flöte, Sampler und Perkussion, 1992
- Heat Lightning für Perkussion, 1991
- Number 21 für das Don Quijote Experimental Childrenís Theatre, 1989
- Story Salad I-XIII nach Peggy Traktman, 1986–2000
- Rainwait, Kurzoper, 1985

## Weblink
- David Wolfsons Homepage